# Polnische Badmintonmeisterschaft 2006
Die Polnische Badmintonmeisterschaft 2006 fand vom 3. bis zum 5. Februar 2006 in Słupsk statt. Es war die 42. Austragung der Titelkämpfe.

## Medaillengewinner
| Disziplin    | Gold                                                                 | Silber                                                                        | Bronze |
| ------------ | -------------------------------------------------------------------- | ----------------------------------------------------------------------------- | --- |
| Herreneinzel | Przemysław Wacha (Technik Głubczyce)                                 | Dariusz Zięba (SKB Suwałki)                                                   | Hubert Pączek (AZS Kraków) Rafał Hawel (Technik Głubczyce)                                                                               |
| Dameneinzel  | Angelika Węgrzyn (Technik Głubczyce)                                 | Dorota Grzejdak (Masovia Płock)                                               | Kamila Augustyn (Piast-B Słupsk) Agnieszka Jaskuła (Piast-B Słupsk)                                                                      |
| Herrendoppel | Rafał Hawel (Technik Głubczyce) Przemysław Wacha (Technik Głubczyce) | Jacek Hankiewicz (SKB Suwałki) Damian Pławecki (AZS Kraków)                   | Michał Łogosz (SKB Suwałki) Robert Mateusiak (SKB Suwałki) Łukasz Moreń (Piast-B Słupsk) Wojciech Szkudlarczyk (Piast-B Słupsk)          |
| Damendoppel  | Kamila Augustyn (Piast-B Słupsk) Nadieżda Kostiuczyk (SKB Suwałki)   | Angelika Węgrzyn (Technik Głubczyce) Agnieszka Wojtkowska (Technik Głubczyce) | Małgorzata Kurdelska (AZS UW Warszawa) Paulina Matusewicz (Piast-B Słupsk) Barbara Kulanty (AZS Kraków) Joanna Szleszyńska (SKB Suwałki) |
| Mixed        | Robert Mateusiak (SKB Suwałki) Nadieżda Kostiuczyk (SKB Suwałki)     | Michał Łogosz (SKB Suwałki) Joanna Szleszyńska (SKB Suwałki)                  | Maciej Kowalik (Piast-B Słupsk) Marlena Flis (Piast-B Słupsk) Damian Pławecki (AZS Kraków) Monika Bieńkowska (Masovia Płock)             |

## Finalergebnisse
| Disziplin    | Sieger                               | Finalist                              | Ergebnis    |
| ------------ | ------------------------------------ | ------------------------------------- | ----------- |
| Herreneinzel | Przemysław Wacha                     | Dariusz Zięba                         | 21:10 21:12 |
| Dameneinzel  | Angelika Węgrzyn                     | Dorota Grzejdak                       | 24:22 21:14 |
| Herrendoppel | Rafał Hawel Przemysław Wacha         | Jacek Hankiewicz Damian Pławecki      | 21:14 21:19 |
| Damendoppel  | Kamila Augustyn Nadieżda Kostiuczyk  | Angelika Węgrzyn Agnieszka Wojtkowska | 21:7 21:8   |
| Mixed        | Robert Mateusiak Nadieżda Kostiuczyk | Michał Łogosz Joanna Szleszyńska      | ohne Kampf  |